# オネカ・サンチェス・デ・パンプローナ
オネカ・サンチェス・デ・パンプローナ（スペイン語：Onneca Sánchez de Pamplona, 911年以前 - 931年6月）は、パンプローナ王サンチョ・ガルセス1世とトダ・デ・パンプローナの娘。923年に後にレオン王となるアルフォンソ4世と結婚した。

## 生涯
オネカの生年は不明であるが、923年に後にレオン王となるアルフォンソ4世と結婚したことから、911年以前の生まれであるとみられる。アルフォンソ4世はレオン王オルドーニョ2世とエルビラ・メネンデスの息子である。
924年に義父オルドーニョ2世が死去し、その弟フルエーラ2世がレオン王位についた。翌年、フルエーラ2世が死去しその息子アルフォンソ・フロイラスが王位を継承したが、オルドーニョ2世の息子であるアルフォンソ、サンチョ・オルドーニェスおよびラミロがレオン王位を手に入れようとしたため、内乱が勃発した。
結局、926年2月12日にオネカの夫アルフォンソ4世がレオン王位についた。アルフォンソ4世とその兄弟たちは926年にレオン王国を分割した。アルフォンソ4世の兄サンチョ・オルドーニェスはガリシア出身のゴト・ヌニェスと結婚していたが、カンタブリアの海岸からミーニョ川までひろがるガリシア王国を与えられた。弟ラミロはビゼウを首都とするポルトゥカーレ領の統治を任された。王位を追われたアルフォンソ・フロイラスはアルフォンソ4世の兄サンチョ・オルドーニェスによってガリシアから追放されて以来、アストゥリアス領に避難しそこにとどまっていた。
オネカは931年、正確な日にちは不明であるが6月ごろに死去した。オネカは現存しないルイフォルコ修道院（es）に夫と共に埋葬された 。後にアルフォンソ5世は、アルフォンソ4世とその妃オネカを含むルイフォルコ修道院に埋葬されていた全ての王家の成員の遺体をサン・イシドロ・デ・レオン聖堂に改葬するよう命じた。ルイフォルコ修道院から移された遺体は、他のレオン王の礼拝堂と並んで、福音書側（聖堂の祭壇に向かって左側）の礼拝堂の1つの隅につくられた集団墓地に埋葬された。その集団墓地の上に、アルフォンソ5世は、司教で聴罪司祭のトゥールの聖マルティヌスに捧げる祭壇を建てるよう命じた。オネカはサン・イシドロ・デ・レオン聖堂に埋葬されている人物の1人であるが、現在はオネカ女王の遺体を識別することは不可能となっている。

## 子女
アルフォンソ4世との間に以下の息子が生まれた。
- オルドーニョ4世[5][注釈 1]（924年 - 960年） - レオン王（958年 - 960年）、カスティーリャ伯フェルナン・ゴンサレスの娘ウラカ・フェルナンデスと結婚
- フルエーラ（958年以降没）